# Lasioglossum anomalipenne
Lasioglossum anomalipenne är en biart som först beskrevs av Cockerell 1943.  Lasioglossum anomalipenne ingår i släktet smalbin, och familjen vägbin. Inga underarter finns listade i Catalogue of Life.